# 28474 Bustamante
28474 Bustamante este un asteroid din centura principală de asteroizi.

## Descriere
28474 Bustamante este un asteroid din centura principală de asteroizi. A fost descoperit pe 30 ianuarie 2000 la Socorro, New Mexico, în cadrul proiectului LINEAR. Asteroidul prezintă o orbită caracterizată de o semiaxă mare de 2,24 ua, o excentricitate de 0,12 și o înclinație de 5,8° în raport cu ecliptica.